# Тартаківська сільська рада
Тартаківська сільська рада — колишній орган місцевого самоврядування у Сокальському районі Львівської області. Адміністративний центр ради — село Тартаків.

## Загальні відомості
Водоймища на території, підпорядкованій даній раді: річка Західний Буг.

## Населені пункти
Сільській раді підпорядковані населені пункти:
- с. Тартаків
- с. Борок
- с. Копитів
- с. Романівка

## Склад ради
Рада складається з 16 депутатів та голови.

### Керівний склад попередніх скликань
| ПІБ                        | Основні відомості                                                  | Дата обрання | Дата звільнення |
| -------------------------- | ------------------------------------------------------------------ | ------------ | --------------- |
| Орловський Степан Павлович | Сільський голова, 1961 р.н., освіта середня загальна, безпартійний | 26.03.2006   | 31.10.2010      |
| Орловський Степан Павлович | Сільський голова, 1961 р.н., освіта середня загальна, безпартійний | 31.10.2010   |                 |

Примітка: таблиця складена за даними джерела